# Vincent Descombes
Vincent Descombes (1943) és un filòsof francès. La seva obra està centrada en la filosofia de llengua i Filosofia de la ment. És professor de l'École des Hautes Études en Sciences Sociales (EHESS) a París, les seves línies de recerca principals giren al voltant de la filosofia pràctica des d'un angle analític de procedència netament wittgensteiniana. En aquesta direcció ha elaborat una teoria molt detallada de l'acció, el judici moral, el subjecte...Darrerament ha meditat molt especialment sobre qüestions relatives als usos polítics contemporanis de la paraula identitat i d'altres paraules que en deriven. En aquest context, ha mirat d'aclarir i replantejar els debats actuals sobre els individus col·lectius. Ha publicat molts llibres, entre els quals destaquen: Le même et l'autre. Quarante-cinq ans de philosophie française (1933-1978) (Minuit, 1979); Proust. Philosophie du roman (Minuit, 1987); Les institutions du sens (Minuit, 1996); Le complément du sujet (Gallimard, 2004); Dernières nouvelles du moi (amb Charles Larmore, PUF, 2009); Exercices d'humanité. Dialogue avec Philippe de Lara (Les dialogues des petits Platons, 2013) i Les embarras de l'identité (Gallimard, 2013).

## Publicacions
- Le platonisme, 1970
- L'inconscient malgré lui, 1977
- Le même et l'autre. Quarante-cinq ans de philosophie française (1933–1978), Editions de Minuit, 1979. Trans. Modern French Philosophy, Cambridge University Press, 1980. ISBN  0-521-29672-2.
- Grammaire d'objets en tous genres, 1983. Trans. Objects of All Sorts: A Philosophical Grammar, Johns Hopkins University Press, 1986. ISBN  0-8018-2551-2.
- Proust: Philosophie du roman, Editions de Minuit, 1987. Trans. Proust: Philosophy of the Novel, Stanford University Press, 1992. ISBN  0-8047-2000-2
- Philosophie par gros temps, 1989 Trans. The Barometer of Modern Reason: On the Philosophies of Current Events, Oxford University Press, 1993. ISBN  0-19-506681-2.
- La denrée mentale, 1995. Trans. The Mind's Provisions: A Critique of Cognitivism, Princeton University Press, 2001. ISBN  0-691-00131-6.
- Les institutions du sens, 1996. Trans. The Institutions of Meaning: A Defense of Anthropological Holism, Harvard University Press, 2014. ISBN  0-674-72878-5.
- Le complément de sujet, 2004
- Le raisonnement de l'ours, et d'autres essais de philosophie pratique, 2007
- Les embarras de l'identité, 2013. Trans. Puzzling Identities, Harvard University Press, 2016. ISBN  978-0-674-73214-8.
- Exercices d'humanité, 2013
- Le parler de soi, 2014